# Scottish Exhibition and Conference Centre

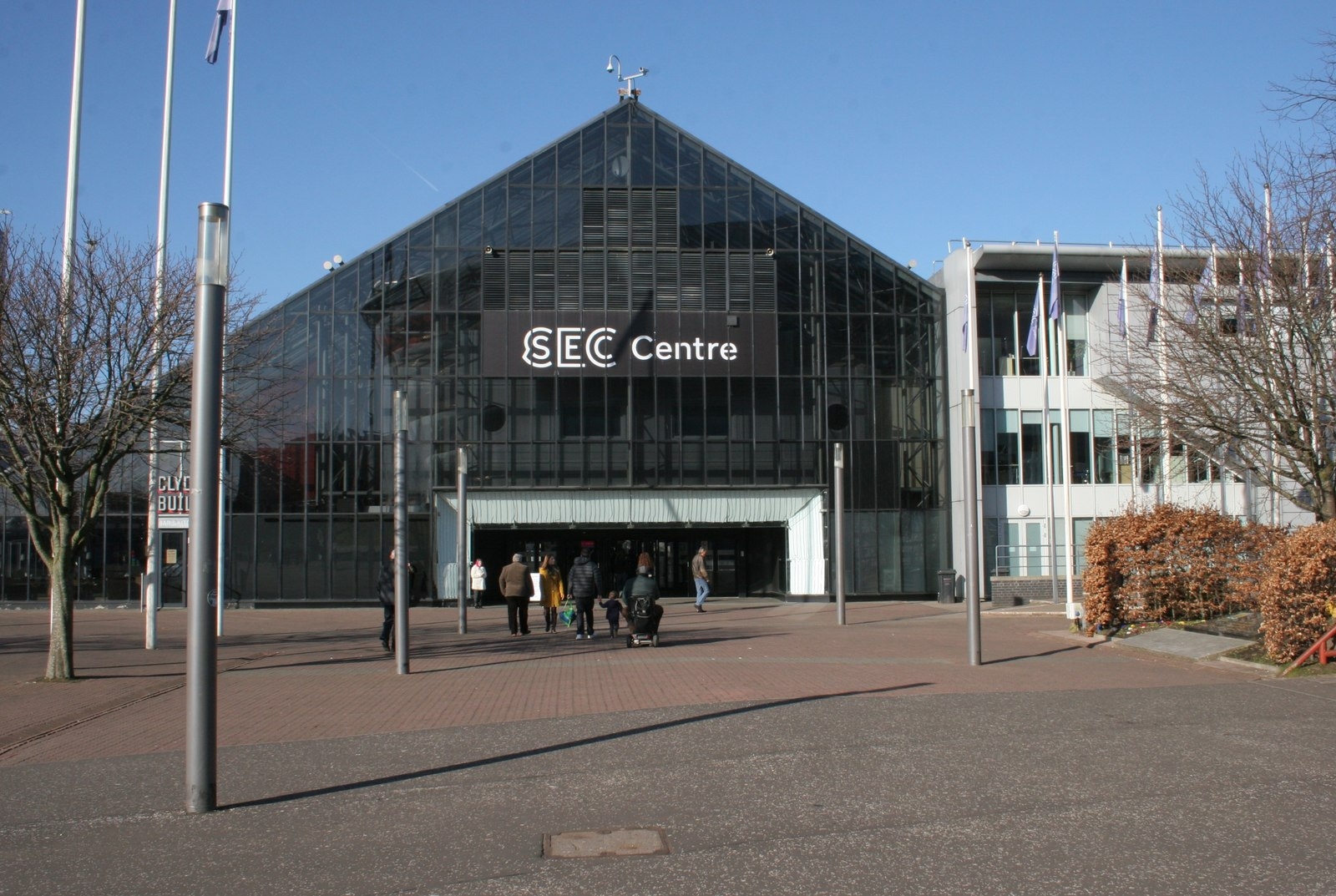
Vordereingang in den Komplex

Das SEC Centre, früher Scottish Exhibition and Conference Centre, kurz SECC, ist ein Ausstellungs- und Kongresszentrum in Glasgow und das größte in Schottland. Zusammen mit dem SEC Armadillo (ehemals Clyde Auditorium genannt) und dem OVO Hydro (ehemals The SSE Hydro) sowie Autoparkflächen bildet das SEC Centre den Scottish Event Campus (SEC). Eigentümer und Betreiber des Campus ist die Scottish Event Campus Limited, die zu rund 90 % im Besitz des Glasgow City Council (Stadt Glasgow) ist.
Ab 1979 wurde das Zentrum auf dem vormaligen Queen's Dock am Ufer des Clyde gebaut und am 6. September 1985 eröffnet. Nach einer Erweiterung um die Mehrzweckhalle SSE Hydro, die nach einem Entwurf von Foster + Partners 2013 fertiggestellt wurde, besteht der Komplex aus diversen Hallen, darunter zwei Hallen mit einer Zuschauerkapazität von 10.000 Plätzen beziehungsweise 5.852 Plätzen und einer Nebenhalle mit 1.000 Plätzen sowie dem Clyde Auditorium mit einer Anzahl von 3.000 Sitzen. Zu dem Gebäudekomplex gehören ebenfalls integrierte Restaurants und ein Hotel, das über luxuriöse Suiten und Standardzimmer verfügt. In der Haupthalle fanden schon Snooker-Veranstaltungen statt, aber auch Musikveranstaltungen und Konzerte wie der Eurovision Dance Contest 2008. Im SECC Hydro gaben Musiker wie Prince, Lady Gaga, Adele, Madonna, Rod Stewart, Ellie Goulding, Beyoncé, Taylor Swift, Bette Midler, Justin Bieber, Nicki Minaj oder Mariah Carey ihre Konzerte. Auch The Who und U2 sind dort aufgetreten. Im Herbst 2021 findet im SEC Centre die UN-Klimakonferenz statt.